# Вардинско праисторическо селище
Вардинското праисторическо селище (на гръцки: Αρχαίος οικισμός Λιμνοτόπου) е археологически обект край боймишко село Вардино (Лимнотопос), Гърция.
Селищната могила е разположена на 1500 m южно от селото, до железопътната линия. Селището е обитавано от късния неолит до елинистическата епоха. На върха на могилата е разположен селският стадион.
В 1986 година обектът е обявен за защитен паметник. В 1994 година защитената зона е разширена.